# Bashful
Bashful er en amerikansk stumfilm fra 1917 af Alfred J. Goulding.

## Medvirkende
- Harold Lloyd som Harold.
- Snub Pollard som Snub.
- Bebe Daniels.
- Bud Jamison.
- William Blaisdell.